# Спасение
В теологията, спасение би могло да означава две неща:
- спасяване от нещо, като например страдание или наказание за грях, още наречено избавление;
- спасяване за нещо, като задгробен живот или приемане в Божието Царство.

В по-общ културен и философски смисъл, спасението на душата е постигане на състояние на спокойствие и безметежност на съзнанието на човека, и на неговия дух.
Теологичната наука, изучаваща спасението се нарича Сотирология. Тя изследва начините, по които може да се влияе и да се постигне спасение, резултатите и ползите от него.

## Християнство
Спасението на душата е основна догма и крайната цел на живота на човека, според християнството.
Християнството счита, че човекът е съставен от тяло и душа. Тялото се ражда, живее и умира, както всички останали живи същества, на Земята. Душата обаче, е дадена от Бог само на човека, тя е безсмъртна и неунищожима. След смъртта на тялото на човека, неговата душа се явява на съд и в зависимост от делата ѝ приживе, бива изпратена в рая или в ада. Православието счита, че съществуват митарства.
Спасението на душата се състои в изкуплението и освобождаването от греха, което прави възможно нейното последващо възсъединяване с Бога.
Според християнството, всички хора са родени грешни. Единствено Иисус Христос – Синът Божи, роден в плът, една от ипостасите на Светата Троица, е безгрешен.
Следват някои от по-често цитираните стихове от Новия завет на Библията по отношение на спасението (могат да съществуват различия в тяхното тълкуване):
- Вярата в Исус: „Бог толкова възлюби света, че даде Своя Единороден Син, за да не погине ни един, който вярва в Него, но да има вечен живот“ (Йоан 3:16)

- Божията любов: „Бог препоръчва Своята към нас любов в това, че, когато още бяхме грешници, Христос умря за нас.“ (Римл. 5:8) „Бог, обаче, Който е богат с милост, поради голямата любов, с която ни възлюби, даже, когато бяхме мъртви чрез престъпленията си, съживи ни заедно с Христа (по благодат сте спасени)“ (Ефес. 2:4 – 5) „когато се яви благостта на Бога, нашия Спасител, и Неговата любов към човеците“ (Тит 3:4)

- Грехът отдалечава човек от Бог. „Понеже всички съгрешиха и не заслужават да се прославят от Бога“(Римл. 3:23) „Затова, както чрез един човек грехът влезе в света, и чрез греха смъртта, и по тоя начин смъртта мина във всичките човеци, понеже всички съгрешиха.“ (Римл. 5:12)

- Бог дава вечен живот, защото Исус Христос изкупи нашите грехове: „Защото заплатата на греха е смърт; а Божият дар е вечен живот чрез Христа Исуса, нашия Господ“ (Римл. 6:23}})

- Спасени (от греха) чрез молба за прощение, както ние прощаваме на другите: „Защото, ако вие простите на човеците съгрешенията им, то и небесният ви Отец ще прости на вас. Но ако вие не простите на човеците съгрешенията им, то и вашият Отец няма да прости вашите съгрешения.“ (Матей 6:14 – 15)

- Изповед и вяра: „Защото, ако изповядаш с устата си, че Исус е Господ, и повярваш със сърцето си, че Бог Го е възкресил от мъртвите ще се спасиш.“ – „Защото със сърце вярва човек и се оправдава, и с уста прави изповед и се спасява.“ (Римл. 10:9 – 10) „Защото всеки, който призове Господното име, ще се спаси.“ (Римл. 10:13)

- Спасение чрез кръщение (необходимо е също така да вярвате, за да се спасите): „Който повярва и се кръсти ще бъде спасен…“ (Марко 16:16). „които едно време бяха непокорни, когато Божието дълготърпение ги чакаше в Ноевите дни, докато се правеше ковчега, в който малцина, тоест, осем души, се избавиха чрез вода. Която в образа на кръщението и сега ви спасява, (не измиването на плътската нечистота, но позива към Бога на чиста съвест), чрез възкресението на Исуса Христа“ (1 Петр. 3:20 – 21); „Или не знаете, че ние всички, които се кръстихме да участваме в Исуса Христа, кръстихме се да участваме в смъртта Му? Затова, чрез кръщението ние се погребахме с Него да участваме в смърт, тъй щото, както Христос биде възкресен от мъртвите чрез славата на Отца, така и ние да ходим в нов живот. Защото, ако сме се съединили с Него чрез смърт подобна на Неговата, ще се съединим и чрез възкресение подобно на Неговото“ (Римл. 6:3 – 5)

- Необходимо е ново рождение: „Исус в отговор му рече: Истина, истина ти казвам, ако се не роди някой отгоре, не може да види Божието царство. Никодим Му казва: Как може стар човек да се роди? може ли втори път да влезе в утробата на майка си и да се роди? Исус отговори: Истина, истина ти казвам, ако се не роди някой от вода и Дух, не може да влезе в Божието царство.“ (Йоан 3:3 – 5)

- Какво трябва да направим?: В деня на Петдесятницата, Петър стои пред 3000 слушатели и проповядва за смъртта и възкресението на Исус (Деяния 2 гл.). След като слушателите повярват в думите на Петър, те питат какво трябва да направят, а Петър отговаря: А Петър им рече: Покайте се, и всеки от вас нека се кръсти в името Исус Христово за прощение на греховете ви; и ще приемете тоя дар, Светия Дух." (Деяния 2:38)

- Спасени по Божия благодат: „Защото по благодат сте спасени чрез вяра, и то не от сами вас; това е дар от Бога; не чрез дела, за да се не похвали никой.“ (Ефес. 2:8 – 9). Думата благодат допълнително се разяснява в Тит 3:5 – 7: „Той ни спаси не чрез праведни дела, които ние сме сторили, но по Своята милост чрез окъпването, сиреч, новорождението и обновяването на Светия Дух, когото изля изобилно върху нас чрез Исуса Христа, нашия Спасител, та, оправдани чрез Неговата благодат, да станем, според надеждата, наследници на вечния живот.“

### Православие
Православието счита, че „както тялото без дух е мъртво, тъй и вярата без дела е мъртва“. Затова за спасението на душата, освен вяра, са необходими дела – молитви, пости, добродетели и участие в Светите тайнства на църквата.

### Римокатолицизъм
Римокатолиците вярват, че „Човек живее в нуждата от спасение от Бог“. За нашето спасение „Бог ни обича и изпрати своя Син за изкупление на нашите грехове.“

### Протестантство
Според протестантството, за спасението на душата е необходима единствено вяра и изповядване, че Иисус Христос е спасител. Бог предлага това спасение като подарък. 

## Философски възглед
Във философски смисъл, спокойствието е вид доверие в битието, без-болезнено и без-бурно, безметежно, дори без-грижно състояние, но най-вече то е битийна способност на човека като личност. Изкуството открива спокойствието. Нещо повече – изкуството спасява спокойствието. Спокойствието обаче, не е и не може да бъде безразличие. Полагането на спокойствието по този начин е много близко, макар и конкретно различно до „съзерцанието“, до размишлението, до античната теория, до онази специфична „вътрешна игра със себе си“, която неслучайно Платон в „Теетет“ определя като диалог на душата със самата себе си. Спокойствието на усмивката въвежда към блаженото пророческо познание за смисъла на вярата, говори за надеждата и за предаността на любовта, за Спасението.